# Beatallica
Beatallica — американская мэшап-группа, исполняющая музыку из комбинаций песен The Beatles и Metallica. Группа использует мелодии The Beatles и риффы Metallica. Песни Beatallica, как правило, смесь композиций The Beatles и Metallica (например, название песни «Leper Madonna» — отсылка к битловской «Lady Madonna» и «Leper Messiah» Metallica одновременно).

## История
Проект был основан в 2001 году вокалистом Джеймзом Леннфилдом и гитаристом Кирком Хэмметсоном, после чего музыканты записали мини-альбом «A Garage Dayz Nite» для ежегодного фестиваля пародий в Милуоки. Несколько десятков экземпляров мини-альбома были розданы друзьям. В том же году поклонник группы Дэвид Диксон создал веб-страницу, включившую в себя mp3-версии песен «Garage Dayz Nite», он же и придумал для группы название «Beatallica». Летом 2002 года музыкантам удалось встретиться с Диксоном, который продемонстрировал им электронные письма фанатов со всего мира, просивших группу записать второй альбом. Beatallica одобрили сайт Диксона, и 1 апреля 2004 года их второй мини-альбом Beatallica, также известный как The Grey Album, стал доступен для бесплатной загрузки в Интернете.
В 2004 году группа с присоединившимися к ней басистом Клиффом МакБёртни и барабанщиком Ринго Ларцом стала устраивать живые концерты на национальном и международном уровнях со сценическим шоу, включающим в себя элементы выступлений The Beatles и Metallica. Они также играли на разогреве у прогрессив-метал-группы Dream Theater, где барабанщик группы, Майк Портной, даже сыграл с ними композицию «A Garage Dayz Nite».
В 2005—2006 годах Beatallica гастролировали по всему миру, устраивая по 60 концертов ежегодно, в том числе первое отыгранное ими выступление в Лондоне 26 апреля 2006 года. В том же году гитарист Кирк Хэмметсон покинул группу, и на смену ему пришёл Джордж Хэмметсон.
В 2007 году Beatallica с обновлённым составом отправились в студию, чтобы перезаписать уже имеющиеся песни и сочинить новые для своего официального дебютного альбома — «Sgt. Hetfield’s Motorbreath Pub Band».
Май 2008 года группа ознаменовала выходом своего сингла под названием «All You Need Is Blood», записанного на 13 языках в качестве благодарности своим фанатам по всему миру. Альбом Sgt. Hetfield’s Motorbreath Pub Band был выпущен в Польше на лейбле Metal Mind Productions.
1 апреля 2009 года, в день рождения Beatallica, музыканты встретились с Metallica за кулисами после концерта Metallica в Париже. Это был первый случай, когда обе группы увиделись лицом к лицу, несмотря на то, что общались друг с другом на протяжении нескольких лет.
4 августа 2009 года вышел второй полный альбом коллектива — Masterful Mystery Tour, пародирующий Master of Puppets Metallica и Magical Mystery Tour The Beatles.
Третий мини-альбом Beatallica, Winter Plunderband, увидел свет 17 ноября 2009 года. Альбом доступен исключительно на CD, а также его можно приобрести цифровой загрузкой с прилагающимися иллюстрациями, текстами песен и фотографиями участников коллектива (в том числе и снимками, сделанными 1 апреля 2009 года вместе с Metallica). Треклист включает не только каверы на песни «Wonderful Christmastime» Пола Маккартни и «Happy Xmas (War Is Over)» Джона Леннона и Йоко Оно, но и оригинальные композиции Beatallica — «Hella Day For Holiday» и «Heretic».
5 марта 2009 года вышел официальный видеофильм Beatallica под названием «Fuel on the Hill (and Benzin auf dem Berg)».
В 2013 году группа выпустила альбом Abbey Load, обложкой которого стала фотография участников группы, пародирующих The Beatles на Abbey Road.

## Правовые проблемы
Чтобы избежать правовых проблем, группа сохранила строгую некоммерческую политику (все песни были доступны для бесплатной загрузки в Интернете). Подлинные имена участников коллектива также были скрыты, однако впоследствии стали выясняться в ходе интервью.
Metallica были осведомлены о существовании Beatallica, но не были против пародии, напротив, Джеймс Хэтфилд, Кирк Хэмметт и Ларс Ульрих публично заявили, что наслаждаются музыкой Beatallica.
17 февраля 2005 года Дэвиду Диксону пришло предупреждение от компании Sony/ATV Music Publishing, владеющей авторскими правами на бо́льшую часть песен The Beatles, с настоятельной рекомендацией прекратить деятельность Beatallica. В сообщении говорится, что разделы «музыка», «новости» и «товар» с официального сайта Beatallica нарушают авторские права, поэтому должны быть удалены.
Группа была спасена от дальнейших правовых претензий барабанщиком Metallica Ларсом Ульрихом, который предложил свою помощь в правовых переговорах, а также попросил давнего проверенного адвоката Metallica попытаться разрядить обстановку с Sony. В итоге компания достигла соглашения с Beatallica на их новые записи, и в июле 2007 года вышла уже официальная запись группы на лейбле Oglio — «Sgt. Hetfield’s Motorbreath Pub Band».

## Состав
- Джеймз Леннфилд (имеется в виду Джеймс Хэтфилд и Джон Леннон соответственно, настоящее имя Майкл Тирни) — вокал
- Джордж Хэмметсон (имеется в виду Джордж Харрисон и Кирк Хэмметт соответственно, настоящее имя Джефф Хэмилтон) — гитара
- Клифф МакБёртни (имеется в виду Клифф Бёртон и Пол Маккартни соответственно, настоящее имя Пол Террин) — бас-гитара
- Ринго Ларц (имеется в виду Ринго Старр и Ларс Ульрих соответственно, настоящее имя Чарльз Райан) — ударные

### Бывшие участники
- Кирк Хэмметсон (имеется в виду Кирк Хэмметт и Джордж Харрисон соответственно, настоящее имя Майкл Бранденбург) — гитара (2001—2006)

### Приглашённые музыканты
- Diablo Mysterioso (настоящее имя неизвестно) — гитара
- Джои Никол (имеется в виду Джои Джордисон и Джимми Никол соответственно, настоящее имя Майк Портной) — ударные

## Дискография
- A Garage Dayz Nite (2001)
- Beatallica [The Grey Album] (2004)
- Sgt. Hetfield’s Motorbreath Pub Band (2007)
- All You Need Is Blood (2008)
- Masterful Mystery Tour (2009)
- Abbey Load (2013)